# Faugères (AOC)
Pour les articles homonymes, voir Faugères.
Le faugères, est un vin d'appellation d'origine contrôlée (AOC) produit sur les collines de l'Hérault, à 20 kilomètres au nord de Béziers.

## Histoire

### Moyen Âge
Le vignoble de Faugères n'est pas le plus ancien du Languedoc. Au Moyen Âge, le terroir est surtout destiné à l'élevage, à la culture de céréales et des oliviers. Il existe quelques vignes cependant, notamment pour le vin de messe.

### Période moderne
Le vignoble de Faugères connaît son essor après la Révolution française, donc au début du XIXe siècle essentiellement. Par ailleurs, le vin local est en grande partie distillé pour fabriquer une eau-de-vie, produite selon une méthode charentaise (fort peu connue dans le Languedoc), qui prend le nom de « fine », ou de « fine Faugères ».

### Période contemporaine
Au lendemain de la Seconde Guerre mondiale, en 1948, le terroir de Faugères est délimité, dans ses contours actuels.
1955 : le vin de Faugères obtient l'appellation d'origine vin de qualité supérieure (VDQS) pour tous ses types de vins, blanc, rosé et rouge.
Années 1960 : de violents orages entraînent la destruction d'une partie du vignoble de Faugères, causée par des pluies torrentielles qui ont raviné des vignes. Certaines parcelles ont été ensevelies lors de glissements de terrain. Les vignes seront alors replantées en suivant les courbes de niveau des terrains.
1982 : passage en appellation d'origine contrôlée (AOC Faugères) pour les vins rouges et rosés, par le décret du 5 mai 1982.
2000 : reprise de la production d'eau-de-vie de Faugères.
2005 : passage en AOC pour les vins blancs.

## Étymologie
Le nom de l'AOC provient de celui du village éponyme dont la plus ancienne graphie attestée est de Falgarias, en 934. Ce toponyme est issu du latin filicaria (fougère).

## Situation géographique

### Orographie
La superficie de l'appellation est de 1 800 hectares composés essentiellement de sols primaires schisteux. La majorité des vignobles sont exposées plein sud sur des pentes au relief tourmenté. Certaines collines du Nord de l'appellation dépassent les 500 mètres d'altitude. La Société d'aménagement foncier et d'établissement rural et la Direction Départementale de l'Agriculture ont fait des expériences de plantations en courbe de niveau, ce qui permet de limiter l’érosion.

### Géologie
Le terroir de l'AOC Faugères est essentiellement constitué de schistes. Ces schistes sont des roches métamorphiques qui résultent de la compression exercée lors de la formation du Massif central, situé au Nord, sur des terrains argileux déposés lors de l'ère primaire. Le schiste se caractérise par sa très forte capacité à retenir l'eau (de l'ordre d'un tiers de son volume) et sa propriété d'emmagasiner le jour beaucoup de chaleur qu'il restitue la nuit. Les vignerons de Faugères disent souvent que leurs raisins mûrissent la nuit.
Dans la commune de Cabrerolles, une curiosité géologique se visite : le Trou de Météore, cirque météoritique, au lieu-dit « Le Clot ». Le fond du cirque est occupé par une vigne qui produit un vin au « Domaine du Météore ».
Alors que sur le hameau de Lenthéric, c'est directement à flanc de colline où seuls les schistes affleurent qu'un vigneron a accroché ses vignes : le célèbre vin du « Clos du fou », car personne ne pensait que sur une pente pareille et un sol si minéral on puisse cultiver une parcelle.

### Climatologie
Le climat de ce terroir est méditerranéen avec une influence montagnarde. Il se caractérise par des hivers doux, des étés chauds et secs et des précipitations rares et concentrées sur la période hivernale. Les vents dominants sont la tramontane, vent sec et froid qui chasse les nuages, et le marin, vent humide qui au contraire amène les nuages. Il peut parfois être très violent.
Le tableau ci-dessous indique les températures et les précipitations pour l'année 2007 :
| Mois                                   | J    | F    | M    | A    | M    | J    | J    | A    | S    | O    | N    | D    | Année |
| -------------------------------------- | ---- | ---- | ---- | ---- | ---- | ---- | ---- | ---- | ---- | ---- | ---- | ---- | ----- |
| Températures moyennes maximales (°C)   | 6    | 7    | 11   | 13   | 17   | 22   | 25   | 25   | 20   | 15   | 9    | 7    | 14,75 |
| Températures moyennes minimales (°C)   | 1    | 1    | 3    | 4    | 8    | 12   | 14   | 14   | 11   | 8    | 4    | 2    | 6,8   |
| Températures moyennes (°C)             | 3,5  | 4    | 7    | 8,5  | 12,5 | 17   | 18,5 | 18,5 | 15,5 | 11,5 | 6,5  | 4,5  | 9,8   |
| Précipitations (hauteur moyenne en mm) | 36,2 | 27,0 | 23,9 | 43,8 | 46,0 | 34,9 | 22,9 | 31,1 | 50,0 | 60,1 | 45,1 | 37,7 | 461,7 |
| Source: MSN météo                      |      |      |      |      |      |      |      |      |      |      |      |      |       |

## Vignoble

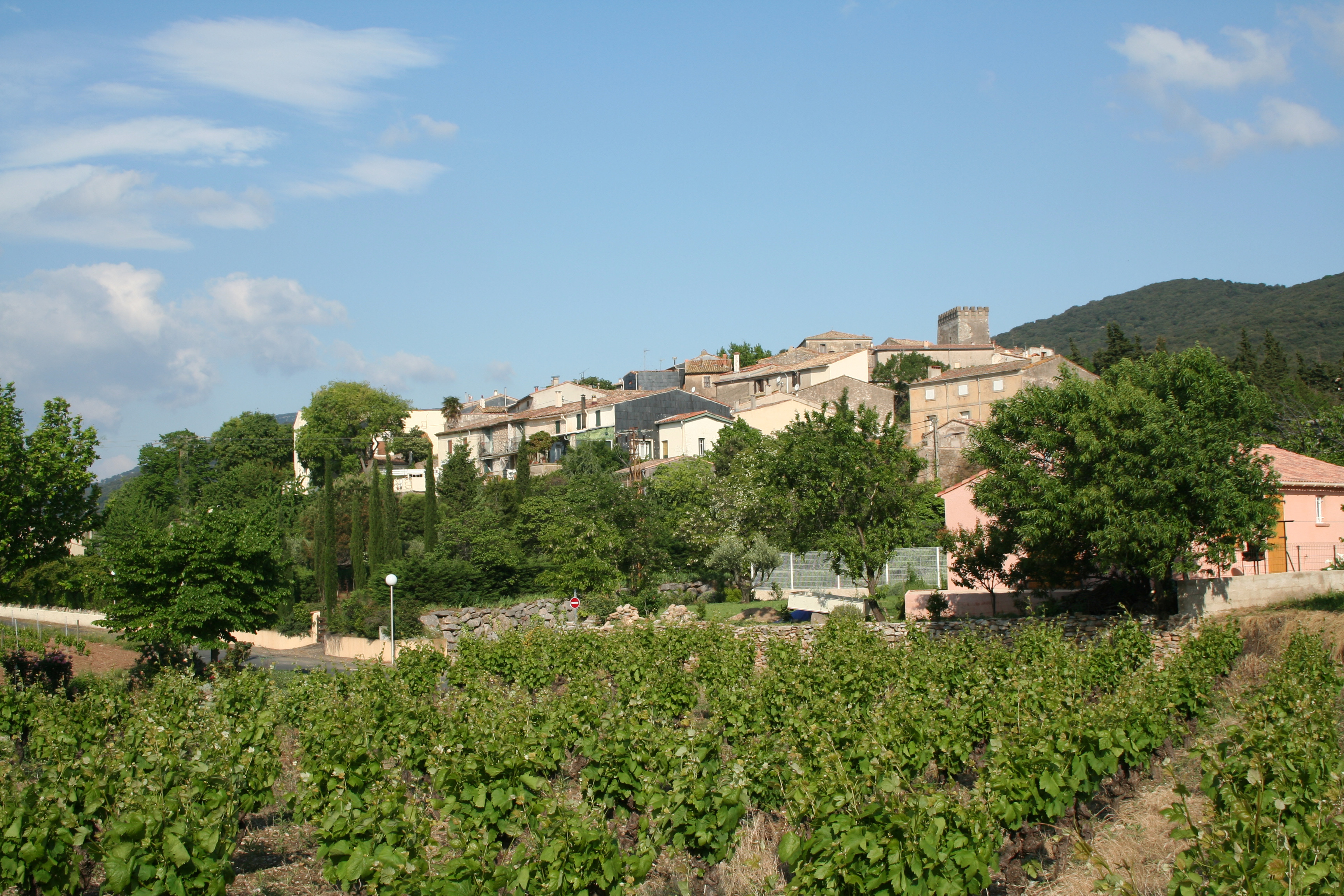
Les vignes de Caussiniojouls

### Présentation
Le vignoble s'étend sur les communes de : Autignac, Cabrerolles (Hameaux de Lentheric, la Liquière et Aigues- Vives), Caussiniojouls, Faugères, Fos, Laurens et Roquessels.

### Encépagement
Les cépages dominants sont le carignan, le cinsault, le grenache, le mourvèdre et la syrah. 80 % de la production est vinifiée en rouge.

### Méthodes culturales
Des vignes sont plantées dans le sens de la pente pour profiter au maximum de l'ensoleillement des terroirs exposés vers le Sud. Cependant, à la suite de terribles intempéries survenues dans les années 60, les vignerons de Faugères ont replanté de nombreuses vignes selon les courbes de niveau du terrain. Les vignes épousent désormais la pente naturelle des coteaux schisteux. Ainsi, les effets de l'érosion causée par les fortes pluies d'automne sont moins sensibles que dans les autres vignobles du Languedoc. Des projets similaires sont à l'étude dans les vignobles de l'AOC Saint-Chinian et des Coteaux du Languedoc.

### Structure des exploitations

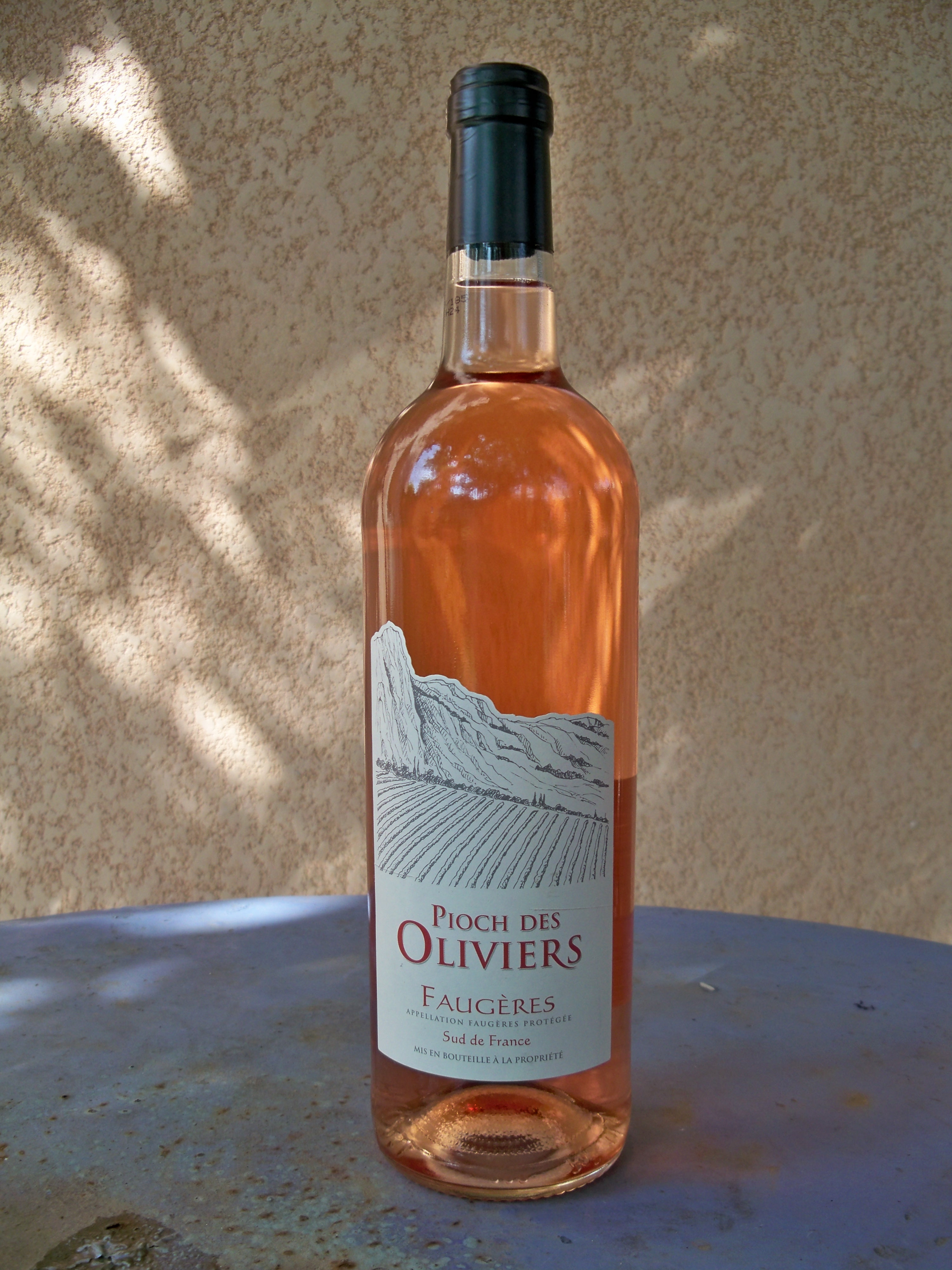
Bouteille de Faugères (AOC) rosé

#### Caves coopératives
Il existe 1 cave coopérative :
- Cave Coopérative Les Crus Faugères Mas Olivier[9]

#### Producteurs indépendants
En 2007 il y a 45 producteurs en caves particulières.
- Abbaye Sylva Plana, Nicolas Bouchard à Laurens
- Château Anglade, Marie-Thérèse Rigaud, à Caussiniojouls
- Château de Grézan, Fabien Pujol, à Laurens.
- Château des Adouzes, Jeanne et Olivier Coste, Roquessels.
- Château des Estanilles, Louison, Lenthéric, Cabrerolles.
- Château Haut Lignières, Jérôme Rateau, à Faugères.
- Château La Liquière, Bernard Vidal, hameau de La Liquière, Cabrerolles.
- Domaine Mas des Capitelles à Faugères.
- Domaine Alquier Frédéric,Gilbert Alquier et Fils à Faugeres
- Domaine Alquier, Jean-Michel Alquier, à Faugères.
- Domaine Ballicioni, André Ballicioni, Autignac.
- Domaine de la Reynardière, Pierre et Jean-Michel Mégé, Saint-Géniès-de-Fontedit et Autignac.
- Domaine de la Tour Penedesses, Alexandre Fouque, Faugères.
- Domaine des Prés-Lasses, Denis et Boris Feigel, Autignac.
- Domaine du Météore, Guy Libes, Cabrerolles.
- Domaine du Rouge-gorge, Alain et Philippe Borda, à Autignac.
- Domaine Léon Barral, Léon Barral, Lenthéric, Cabrerolles.
- Domaine Ollier Taillefer, Luc et Françoise Ollier à Fos
- Domaine Saint Antonin, Frédéric Albaret, à Lenthéric, Cabrerolles.
- Domaine Raymond Roque, famille Raymond Roque, à Cabrerolles
- Domaine Les Amants de la Vigneronne, Régine et Christian Godefroid, à Faugères
- Domaine La borie Fouisseau, Véronique Vaquer-Bergan, à Laurens.
- Domaine Valambelle, Marie-Louise et Thierry Abbal, a Laurens (34480).
- Mas d'Alezon, Catherine Roque, à Faugères
- Pioch des Oliviers, à Faugères
- Domaine de l'Ancienne Mercerie, Nathalie et François Caumette, à Autignac.
- Vignoble Les Fusionels, Arielle Demets à Cabrerolles
- Mas Onésime, Villaneuva Olivier, Cabrerolles
- Domaine de Cébène, Brigitte Chevalier
- Domaine Mas Nicolas, Nicolas Maury, Cabrerolles
- Domaine de Monthelys, Henri Monteux, à Laurens (34480)

### Type de vins et gastronomie
Les faugères sont des vins ronds. Ils dégagent des arômes de fruits murs et de réglisse. En vieillissant, ils révèlent des bouquets suaves avec des notes de cuir et de pierre à fusil. Traditionnellement, ils accompagnent viandes et volailles et notamment les pièces de bœuf et de gibier.

### Articles liés
- Coteaux-du-languedoc
- Liste des vins primeurs